# Setge d'Iliturgis
El Setge d'Iliturgis fou un fet d'armes esdevingut durant la Segona Guerra Púnica.

## Antecedents
Iliturgis es va entregar als romans a la Segona Guerra Púnica junt amb Castulo i Mentesa, i fou assetjada per dues vegades pels cartaginesos (214 aC i 211 aC), però els dos foren aixecats, però a la caiguda dels Escipions, Illiturgis i Castulo es van revoltar a favor dels cartaginesos i van matar als romans que hi havia a les ciutats.
Després de la derrota cartaginesa en la batalla de Baecula, Roma controlava tota l'anterior zona d'influència cartaginesa a la península Ibèrica, excepció feta de la vall del Guadalquivir, on Cartago havia acumulat una gran quantitat de tropes portades de l'Àfrica a començaments de 207 aC, sota comandament d'Hannó, i de mercenaris ibèrics reclutades per Magó Barca. Mentrestant, Àsdrubal (fill de Giscó) dugué el seu exèrcit des de Gades fins a la conca del Guadalquivir, i la derrota romana a la batalla d'Ilipa va ser decisiva en la retirada cartaginesa durant la conquesta romana d'Hispània.

## El setge
Publi Corneli Escipió va prendre revenja per aquestos fets el 206 aC i la ciutat fou assaltada i cremada amb els seus habitants

## Conseqüències
Durant la revolta de 197 aC, Marc Helvi Blasió va derrotar els celtibers a la batalla d'Iliturgi el 196 aC, i van matar tots els seus habitants mascles adults (196 aC).